# 王仲才
王仲才（1963年11月—），河北省保定市蠡县人，中国人民解放军东部战区副司令员、东部战区海军司令员，海军中将军衔。

## 生平

### 早年
王仲才入伍参军后，于1980年进入预备航校，毕业后在飞行学院第二训练团一大队担任航校领航教员，为正连级飞行员，飞行时数超700小时。1987年，王仲才考入中国人民解放军海军广州舰艇学院飞行员舰长班，历时3年半学习后，1991年1月毕业，取得舰艇指挥专业本科学历和工学学士学位。王仲才毕业后业分配至北海舰队驱逐舰第一支队，历任四平号导弹护卫舰见习副舰长，哈尔滨号导弹驱逐舰副舰长，青岛号导弹驱逐舰副舰长。2000年后，王仲才担任杭州号导弹驱逐舰副舰长、舰长。此后，王仲才长期在东海舰队服役。2011年9月16日至12月29日，王仲才担任任务副指挥员，乘和平方舟号医院船从浙江舟山某军港启航，横跨太平洋，穿越巴拿马运河，赴古巴、牙买加、特立尼达和多巴哥、哥斯达黎加等拉美四国，执行代号为“和谐使命—2011” 出访暨医疗服务任务。2013年，王仲才出任东海舰队厦门水警区司令员。2016年6月2日，王仲才大校已经出任海军东海舰队副参谋长，跻身副军级军官。

### 索马里护航及对外访问
2017年4月1日上午，王仲才出任编队指挥员，率领黄冈号导弹护卫舰、扬州号导弹护卫舰及高邮湖号远洋综合补给舰组成的中国海军护航编队从舟山某军港起航，前往亚丁湾、索马里海域接替第二十五批护航编队，执行中国人民解放军海军索马里护航行动第二十六批护航任务。2017年4月27日开始独立执行护航任务，8月28日完成护航任务，先后完成42批64艘船舶护航、向索马里政府移交3名疑似海盗、护送世界粮食计划署船舶至肯尼亚蒙巴萨港、为向阳红10号科考船进行19天随船护。护航期间的2017年5月4日，王仲才率护航编队携手驻吉布提使馆慰问吉布提首都吉布提市巴拉巴拉区第三小学，向该学校师生赠送办公设备和学习用品。
护航结束后，王仲才率领编队先后访问了比利时安特卫普、丹麦哥本哈根、英国伦敦、法国土伦和马赛，在丹麦与丹麦海军伊瓦尔·休特菲尔德号护卫舰进行了海上联合演练，在伦敦期间，英国北部华人企业家协会向王仲才赠送清朝晚期在英国纽卡斯尔制造的致远号、靖远号、超勇号和杨威号四艘战舰图片辑。护航编队在2017年12月1日返回舟山某军港。

### 晋升
2017年7月31日下午，中国人民解放军海军在北京举行将官军衔晋升仪式，海军司令员沈金龙宣读中央军委主席习近平签署的晋升军衔命令，海军政委苗华主持晋衔仪式，王仲才晋升为海军少将。
2018年，王仲才出任新组建的中国人民武装警察部队海警总队司令员（中国海警局局长），转为武警少将警衔。
2022年6月，王仲才升任中国人民解放军东部战区副司令员、东部战区海军司令员，并晋升海军中将军衔。

## 夫人
- 李华，山西长治人，出生在新疆，后从军到青岛担任蓄电池厂化验员[來源請求]